# Vienna (Illinois)
Vienna es una ciudad ubicada en el condado de Johnson en el estado estadounidense de Illinois. En el Censo de 2010 tenía una población de 1434 habitantes y una densidad poblacional de 192,11 personas por km².

## Geografía
Vienna se encuentra ubicada en las coordenadas 37°24′49″N 88°53′12″O / 37.41361, -88.88667. Según la Oficina del Censo de los Estados Unidos, Vienna tiene una superficie total de 7.46 km², de la cual 7.37 km² corresponden a tierra firme y (1.28%) 0.1 km² es agua.

## Demografía
Según el censo de 2010, había 1434 personas residiendo en Vienna. La densidad de población era de 192,11 hab./km². De los 1434 habitantes, Vienna estaba compuesto por el 95.19% blancos, el 1.12% eran afroamericanos, el 0.14% eran amerindios, el 0.28% eran asiáticos, el 0.07% eran isleños del Pacífico, el 1.32% eran de otras razas y el 1.88% pertenecían a dos o más razas. Del total de la población el 3.77% eran hispanos o latinos de cualquier raza.